# Alcyonium spitzbergense
Alcyonium spitzbergense is een zachte koraalsoort uit de familie Alcyoniidae. De koraalsoort komt uit het geslacht Alcyonium. Alcyonium spitzbergense werd in 1992 voor het eerst wetenschappelijk beschreven door Verseveldt & van Ofwegen. 